# Хабанера (танец)
Хабане́ра (исп. Habanera, от названия города Гаваны, буквально «гаванская»; встречается также во французском переводе — хаванез, фр. havanaise) — кубинский танец, который по своему ритму приближен к танго.

## Общие сведения
Размер 2-дольный (2/4), темп умеренный или умеренно подвижный. Отличительная деталь — постоянная ритмоформула аккомпанемента с пунктирным ритмом на 1-й доле, выдерживаемая в басу на протяжении всей пьесы.
Однако главные черты, характеризующие музыку хабанеры, заключены не в этой ритмоформуле, являющейся общей для многих латиноамериканских танцев и песен, а в мелодике. Мелодическая линия, «эмоционально открытая, нежная, сладостная и элегантная одновременно» (Grenet E. Musica popular cubana), обычно содержит синкопы и триоли. В музыкальном плане хабанера — 2-частная композиция из двух 8-тактовых периодов, каждый из которых повторяется дважды.
Генетически этот танец восходит к европейскому контрдансу, завезенному на Кубу в конце XVIII века. На протяжении первых десятилетий XIX века, он трансформировался в кубинский контрданс с характерными местными чертами в музыке и хореографии. Эволюция европейского контрданса в хабанеру отразилась в его названии: сначала contradanza сократилась до danza; затем danza, которая особенно культивировалась в Гаване, получила название danza habanera (гаванский танец); позднее первое слово отпало. При этом название «хабанера» прочно укоренилось в Испании, а затем и в остальной Европе.
Хабанера, как и контрданс, представляет собой коллективный парный танец с начальным расположением танцующих в две линии с определённым числом и последовательностью регламентированных фигур.
Период наивысшей популярности хабанеры — 2-я половина XIX века. Как танец она довольно быстро выходит из употребления, песенная же форма сохраняла своё значение до начала XX века. Еще в 1850—1860-х гг. хабанера распространилась по всей Латинской Америке, будучи особенно популярной в Мексике, странах Карибского бассейна, а также Ла-Плате, где она сыграла определённую роль в формировании креольского танго. В Испании хабанера оставалась принадлежностью преимущественно музыкального быта некоторых портовых городов (в первую очередь Кадиса и Бильбао), но не закрепилась собственно в народной музыкальной среде.
В середине XIX века проникает в европейскую академическую музыку. Особенно часто встречается в творчестве французских и испанских композиторов. Широко известны хабанера Кармен из одноимённой оперы Жоржа Бизе, Хаванез (соч. 83) Камиля Сен-Санса для скрипки с оркестром и две хабанеры (соч. 21 и 26) для скрипки с фортепиано баскского скрипача Пабло де Сарасате. Морис Равель включил хабанеру в свою «Испанскую рапсодию» для оркестра.